# Yeah Yeah Yeahs
Yeah Yeah Yeahs este o formație rock americană, formată în anul 2000 în New York, S.U.A.. Membrii formației sunt solista Karen O, chitaristul Nick Zinner și toboșarul Brian Chase. Formația a fost nominalizată de mai multe ori la premiile Grammy și MTV Video Music Award.

## Nominalizări la Grammy
| An   | Beneficiar      | Premiu                       | Rezultat     |
| ---- | --------------- | ---------------------------- | ------------ |
| 2004 | Fever to Tell   | Best Alternative Music Album | Nominalizare |
| 2007 | Show Your Bones | Best Alternative Music Album | Nominalizare |
| 2010 | It's Blitz!     | Best Alternative Music Album | Nominalizare |

## Nominalizări la MTV Video Music Award
| An   | Categorie                      | Clip video      | Rezultat     |
| ---- | ------------------------------ | --------------- | ------------ |
| 2004 | Best Art Direction in a Video  | Maps            | Nominalizare |
| 2004 | Best Editing in a Video        | Maps            | Nominalizare |
| 2004 | Best Cinematography in a Video | Maps            | Nominalizare |
| 2004 | MTV2 Award                     | Maps            | Nominalizare |
| 2009 | Breakthrough Video             | Heads Will Roll | Nominalizare |
| 2013 | Best Direction                 | Sacrilege       | Nominalizare |
| 2013 | Best Cinematography            | Sacrilege       | Nominalizare |

## Discografie

### Albume de studio
- Fever to Tell (2003)
- Show Your Bones (2006)
- It's Blitz! (2009)
- Mosquito (2013)

### EP-uri
- Yeah Yeah Yeahs (2000)
- Machine (2002)
- Is Is (2007)

### Single-uri
- "Machine" (2002)
- "Date With the Night" (2003)
- "Pin" (2003)
- "Maps" (2004)
- "Y Control" (2004)
- "Gold Lion" (2006)
- "Turn Into" (2006)
- "Cheated Hearts" (2006)
- "Down Boy" (2007)
- "Zero" (2009)
- "Heads Will Roll" (2009)
- "Skeletons" (2010)